# Sxs
SxS Pro es un tipo de tarjetas de memoria basadas en la tecnología CompactFlash, creadas especialmente como soporte de video por la compañía Sony en colaboración con la compañía SanDisk
Están pensadas para grabación de vídeo en alta definición en los productos de vídeo profesional de Sony. Como tarjeta en estado sólido es un soporte duradero y resistente a golpes, vibraciones, humedad y temperaturas extremas.
Compiten con las tarjetas P2 de Panasonic, y se diferencian de éstas físicamente en la interfaz que es PCI-Express Card, estándar reconocido por la asociación PCMCIA, y que se supone que va a sustituir al PC Card, interfaz que usan las P2.

## Tipos
Hay dos versiones de Express card, la Express Card\54, de 54mm de ancho, tamaño similar a las PC Card, y la Express Card\34, de 34mm. Este tamaño más reducido es una ventaja respecto a las PC Card.
La interfaz Express Card puede conectarse con la placa base del ordenador mediante USB 2.0 o mediante el slot PCI Express, el cual alcanza velocidades de transferencia de datos muy altas, aunque la información respecto a velocidades de transmisión que se suministra en la propaganda de Sony es confusa y contradictoria, asegurando alternativamente velocidades de 100, 250 y hasta 800 mbps.
- Datos: Q2300660
- Multimedia: SxS / Q2300660